# BHZ (Band)
BHZ (Abkürzung für Bananahaze) ist eine deutsche Hip-Hop/Trap-Gruppe aus Berlin-Schöneberg.
Die siebenköpfige Crew besteht aus den vier Rappern Longus Mongus, Ion Miles, Monk und Big Pat sowie den Produzenten MotB, Sami und Themba. Bis zu seinem Tod 2024 war der Rapper Dead Dawg ebenfalls Bestandteil.
Ihr Stil ist eine Mischung aus klassischem Boom bap mit modernen Trap-Elementen.

## Geschichte
BHZ veröffentlichte ihre Songs zunächst auf SoundCloud und YouTube. Im Frühjahr 2017 erschien ihre erste EP Bananashake auf Spotify, mit weiteren EPs wie Monk und Nova wuchs ihr Bekanntheitsgrad weiter an.
Im Sommer 2018 veröffentlichten sie ihr erstes Album 2826, welches vom JUICE Magazin unter die besten zehn Hip-Hop-Alben (national) des Jahres 2018 gewählt wurde. Thematisch behandelt die Gruppe ihre Heimat Berlin-Schöneberg. Am 29. Juni 2018 veröffentlichten sie gemeinsam mit der ostfriesischen Rapcrew 102 Boyz die Single Bier, die wesentlich zum Bekanntheitsgrad beider Crews beitrug.
BHZ trat 2018 und 2019 bei zahlreichen Festivals in Deutschland, Österreich und der Schweiz auf, u. a. auf dem Openair Frauenfeld, Splash, Rock im Park, Rock am Ring, Deichbrand, Kosmonaut Festival und dem Donauinselfest Wien. Ihre erste eigene Tour 2826 führte sie 2018 durch Deutschland, Österreich und die Schweiz.
Alle Bandmitglieder veröffentlichten auch Solo-Alben. Im Januar 2018 wurde die Solo-EP Monk von Monk veröffentlicht, dicht gefolgt von Big Pats Nova-EP im Mai 2018. Mit Kommaklar veröffentlichte auch Longus Mongus im Januar 2019 ein Eigenwerk, im März 2019 erschien Game Over Ion Miles und Monk. Drei Monate später, im Juni 2019, veröffentlichte Dead Dawg das Album Dunklschwarz. Nach drei Videoauskopplungen legte die Schöneberger Crew im September 2019 mit ihrem zweiten Album 3062 nach. BHZ achtete dabei auf eine große Diversität an verschiedenen Subgenres des Hip-Hop (Bsp. Boom-Bap, Trap, Lo-Fi etc.). Für ihre zweite Tour wurde BHZ bei den Hiphop.de Awards 2019 in der Kategorie „Bester Live-Act National“ ausgezeichnet.
Das 2020 erschienene Album Kiezromantik konnte sich unter den Top Ten der deutschen Albumcharts platzieren. Die Singleauskopplung Flasche Luft ist ihr bisher erfolgreichster Titel und wurde bei den Hiphop.de Awards 2020 auf Platz zwei in der Kategorie „Bester Song National“ gewählt. Im Juli 2021 erschien ihr bislang viertes Album halb:vier. Produzent MotB veröffentlichte im Dezember 2021 das Album Funkturm, auf dem alle Mitglieder von BHZ zu hören sind. Im April 2022 erschien der Song Powerade.
Nachdem eine Tour für 2024 kurz vor Start ersatzlos abgesagt wurde, gab die Gruppe am 11. Februar 2024 bekannt, dass ihr langjähriges Mitglied Pablo Grant (bekannt als Dead Dawg) am 6. Februar 2024 infolge einer Thrombose verstorben sei.

## Auszeichnungen
Hiphop.de Awards
- 2019: „Bester Live-Act national“[10]
- 2022: „Beste Gruppe national“[14]

## Diskografie
Studioalben

| Jahr | Titel Musiklabel                       | Höchstplatzierung, Gesamtwochen, AuszeichnungChartplatzierungen (Jahr, Titel, Musiklabel, Platzierungen, Wochen, Auszeichnungen, Anmerkungen) | Höchstplatzierung, Gesamtwochen, AuszeichnungChartplatzierungen (Jahr, Titel, Musiklabel, Platzierungen, Wochen, Auszeichnungen, Anmerkungen) | Höchstplatzierung, Gesamtwochen, AuszeichnungChartplatzierungen (Jahr, Titel, Musiklabel, Platzierungen, Wochen, Auszeichnungen, Anmerkungen) | Anmerkungen                                                |
| Jahr | Titel Musiklabel                       | DE | AT | CH | Anmerkungen                                                |
| ---- | -------------------------------------- | --- | --- | --- | ---------------------------------------------------------- |
| 2018 | 2826 Sony Music / BHZ                  | — | — | — | Erstveröffentlichung: 21. September 2018                   |
| 2019 | Kommaklar Sony Music / BHZ             | — | — | — | Erstveröffentlichung: 25. Januar 2019 Longus Mongus & BHZ  |
| 2019 | Game Over Sony Music / BHZ             | — | — | — | Erstveröffentlichung: 29. März 2019                        |
| 2019 | Dunklschwarz Sony Music / BHZ          | — | — | — | Erstveröffentlichung: 14. Juni 2019 Dead Dawg & BHZ        |
| 2019 | 3062 Sony Music / BHZ                  | DE57 (2 Wo.)DE | — | CH49 (1 Wo.)CH | Erstveröffentlichung: 20. September 2019                   |
| 2020 | Kiezromantik Sony Music / BHZ          | DE7 (8 Wo.)DE | AT17 (2 Wo.)AT | CH18 (4 Wo.)CH | Erstveröffentlichung: 29. Mai 2020                         |
| 2020 | Hellwach Sony Music / BHZ              | DE9 (1 Wo.)DE | AT36 (1 Wo.)AT | — | Erstveröffentlichung: 18. September 2020 Monk & BHZ        |
| 2021 | Halb:vier Sony Music / BHZ             | DE3 (7 Wo.)DE | AT7 (1 Wo.)AT | CH6 (4 Wo.)CH | Erstveröffentlichung: 18. Juni 2021                        |
| 2021 | Funkturm Sony Music / BHZ              | — | — | — | Erstveröffentlichung: 17. Dezember 2021 MotB & BHZ         |
| 2022 | Love.Life.Backstage Sony Music / BHZ   | — | — | — | Erstveröffentlichung: 11. März 2022 Big Pat & BHZ          |
| 2022 | In Liebe, Ion Sony Music / BHZ         | DE15 (3 Wo.)DE | AT44 (1 Wo.)AT | — | Erstveröffentlichung: 24. Juni 2022 Ion Miles & BHZ        |
| 2022 | Acoustic Session Sony Music / BHZ      | DE23 (1 Wo.)DE | — | — | Erstveröffentlichung: 9. September 2022                    |
| 2023 | Endlich wieder Sommer Sony Music / BHZ | DE6 (3 Wo.)DE | AT19 (2 Wo.)AT | CH24 (2 Wo.)CH | Erstveröffentlichung: 24. Februar 2023 Longus Mongus & BHZ |
| 2023 | Liebe und Schmerz Sony Music / BHZ     | — | — | — | Erstveröffentlichung: 26. Mai 2023 Dead Dawg & BHZ         |
| 2023 | 2013 Sony Music / BHZ                  | DE7 (2 Wo.)DE | AT53 (1 Wo.)AT | CH17 (1 Wo.)CH | Erstveröffentlichung: 17. November 2023                    |